# Relaciones Brasil-Timor Oriental
Las relaciones Brasil-Timor Oriental hace referencia a las relaciones internacionales bilaterales entre la República Federativa de Brasil y la República Democrática de Timor-Leste, ambas naciones soberanas miembros plenos de la Comunidad de Países de Lengua Portuguesa y de las Naciones Unidas. Existen acuerdos de cooperación en distintas materias entre estos dos países, principalmente basados en los principios de ambos ser parte de la lusofonía y de los elementos en común que mantienen. 

## Historia
Pese a la distancia entre Brasil, país sudamericano, y Timor Oriental, ubicado en el Sudeste Asiático, existen fuertes vínculos históricos, socioculturales y económicos entre ambos países. Tanto los territorios brasileños como timorenses fueron parte integral del Imperio portugués.
Las relaciones diplomáticas entre estos dos países fueron establecidas formalmente y a nivel de embajadas en mayo de 2002, una vez que Timor Oriental obtuvo su independencia definitiva de Indonesia. Anteriormente a esto, durante la misión de paz de las Naciones Unidas en Timor Oriental, la cual inició una Administración de Transición considerada como un periodo de ordenamiento previo al autogobierno, Brasil abrió en 2000 una Oficina de Representación en Dili; mientras que en enero del año siguiente, el presidente Fernando Henrique Cardoso realizó una visita al territorio aún no completamente independizado bajo administración internacional.

## Programas de cooperación

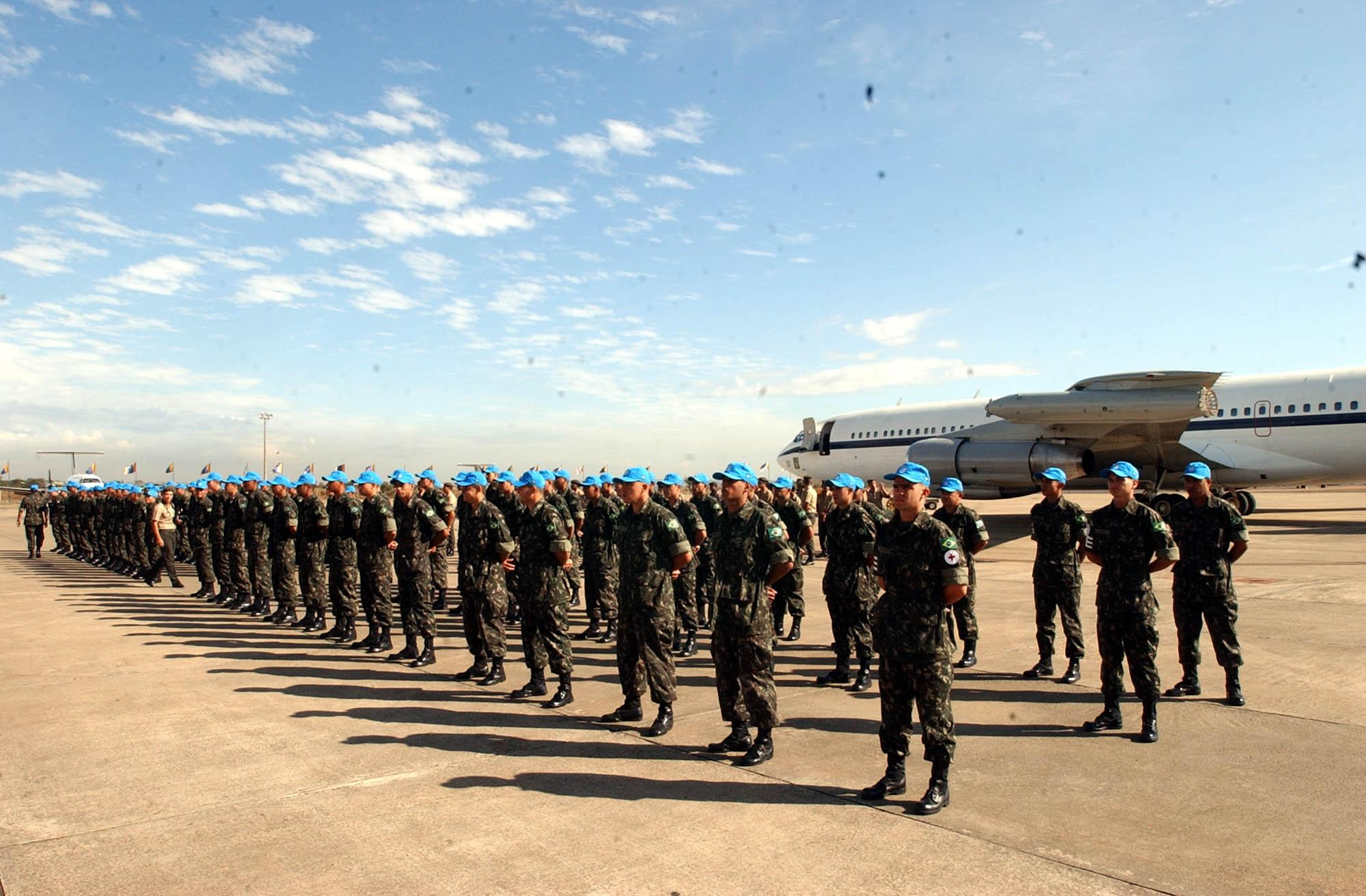
Soldados brasileños al servicio de la misión de paz de las Naciones Unidas en Timor-Leste

Las autoridades timorenses han pedido en reiteradas ocasiones asistencia a Brasil en distintas materias. En consecuencia, Brasil creó un programa de cooperación amplio para Timor Oriental, con el propósito de brindar ayuda técnica y económica para la consolidación de la democracia timorense, los cuales incluyen asistencia para el mejoramiento del ordenamiento jurídico, la seguridad ciudadana y el orden público, el sistema educativo y la defensa nacional. Un programa especial de cooperación en materia educacional, dirigido por el Ministerio de Educación de Brasil, se encuentra vigente entre estos dos países, en donde Brasil otorga la calificación y formación de docentes para Timor-Oriental, especialmente para la enseñanza del idioma portugués, cuya variante local, el portugués timorense, es un idioma oficial en el país, además de donar material didáctico para las escuelas timorenses financiadas por el Estado. Luego de la invasión indonesia entre 1975 y 2002, el portugués fue prohibido y perdió relevancia al verse drásticamente reducido el número de lusoparlantes.

## Visitas oficiales

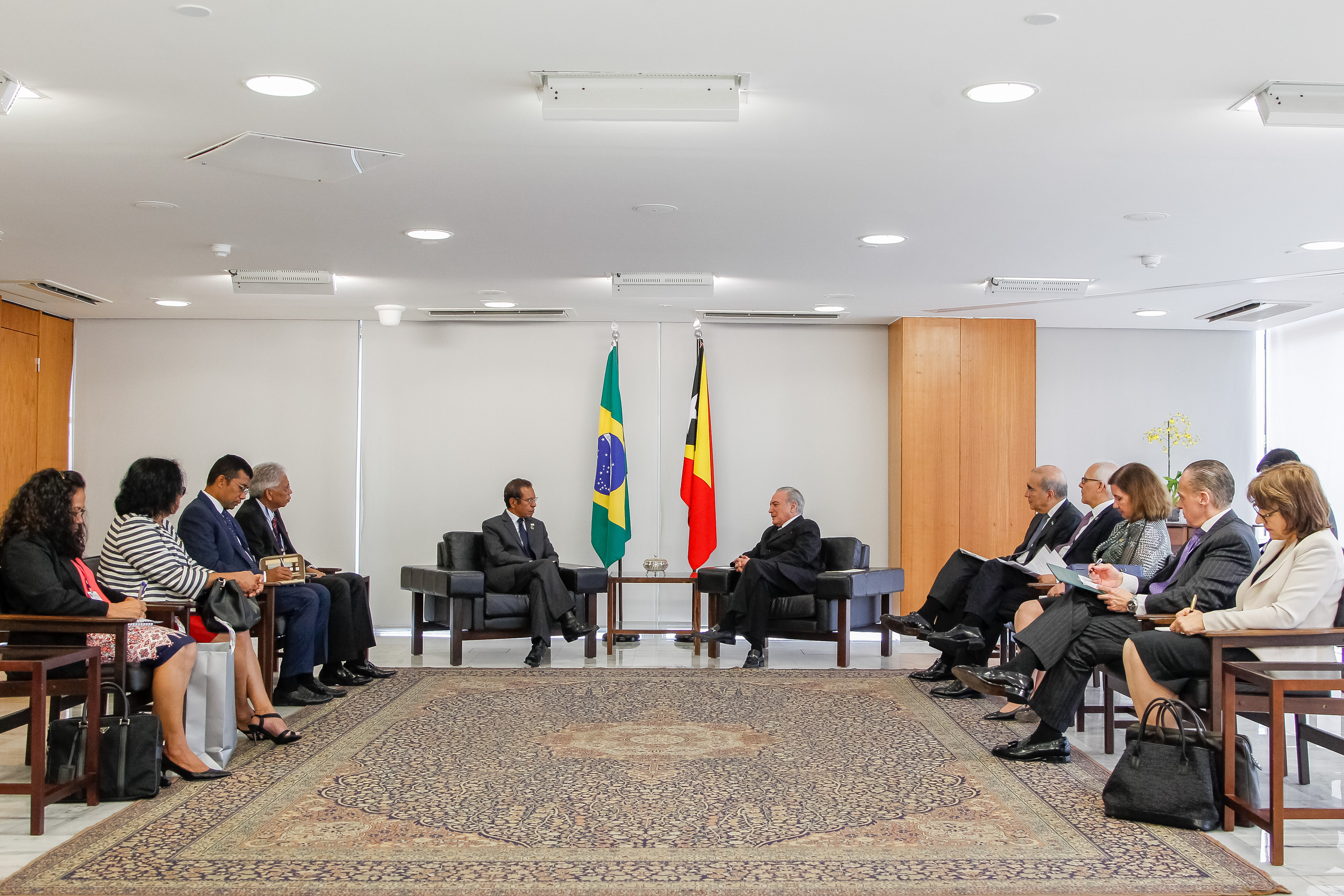
Reunión bilateral entre Michel Temer y Taur Matan Ruak en 2016

En 2011, el Primer Ministro de Timor Oriental, Xanana Gusmão, realizó una visita oficial a Brasil, siendo recibido por la presidenta Dilma Rousseff y convirtiéndose en la primera autoridad nacional extranjera en reunirse con la mandataria. Con anterioridad, en enero de 2008, el presidente José Ramos-Horta había visitado Brasil para reunirse con su par, Luiz Inácio Lula da Silva, el cual también realizó posteriormente una visita oficial a Timor Oriental en octubre del mismo año.
En 2016, los presidentes Michel Temer y Taur Matan Ruak se reunieron en Brasilia durante la Cumbre de la Comunidad de Países de Lengua Portuguesa.

## Misiones diplomáticas
- Brasil mantiene una embajada en Dili.
- Timor Oriental abrió su embajada en Brasilia.